# Трудовой (городской округ Зверево)
Трудово́й — хутор в Ростовской области России. Входит в Муниципальное образование «Город Зверево»

## География
Расположен в 6,5 км от административного центра городского округа — города Зверево.

## Население
| \| 1989[2] \| 2002[2] \| 2009[3] \| 2010[4] \| 2014[5] \| 2015[6] \| 2016[7] \| \| ------- \| ------- \| -------- \| -------- \| ------- \| ------- \| ------- \| \| 215 \| ↗2062 \| ↘1992 \| ↘1708 \| ↘1690 \| ↘1684 \| ↘1681 \| \| 2017[8] \| 2018[9] \| 2019[10] \| 2020[11] \| 2021[1] \| \| \| \| ↘1670 \| ↘1666 \| →1666 \| ↘1658 \| ↘878 \| \| \| 500 1000 1500 2000 2500 3000 2002 2016 2021 |       |       |       |       |       |       |
| 1989 | 2002  | 2009  | 2010  | 2014  | 2015  | 2016  |
| 215 | ↗2062 | ↘1992 | ↘1708 | ↘1690 | ↘1684 | ↘1681 |
| 2017 | 2018  | 2019  | 2020  | 2021  |       |       |
| ↘1670 | ↘1666 | →1666 | ↘1658 | ↘878  |       |       |

## Инфраструктура
Исправительная колония. ИТК-1 была образована в 1930 году как сельскохозяйственное учреждение на базе коммуны. В июне 1942 года личный состав колонии был эвакуирован со всей имеющейся техникой, архивом, осужденными. По возвращении из эвакуации в марте 1943 года колония вновь была открыта. До 1959 года НТК была смешанной, впоследствии — только мужской. Она ориентировалась на выпуск сельскохозяйственной продукции, а с 1975 года — на промышленное производство: переработка и производство каменного угля, швейное производство, столярные изделия, производство стройматериалов (шлакоблок, сетка рабица, тротуарная плитка, изделия из мраморной крошки). Имеются подъездные железнодорожные пути.
В хуторе Трудовой имеется три улицы: 
- ул. Садовая,
- ул. Центральная,
- ул. Южная.